# Edward Beeson
Edward „Ed” Beeson (ur. 2 czerwca 1890, zm. 15 lutego 1971) – amerykański lekkoatleta specjalizujący się w skoku wzwyż.
W 1912 r. startował w eliminacjach przedolimpijskich, jednak zajął w nich II miejsce i nie zakwalifikował się do reprezentacji na igrzyska w Sztokholmie. 2 maja 1914 r. ustanowił w Berkeley rekord świata w skoku wzwyż, pokonując poprzeczkę na wysokości 2,01. Wynik ten został pobity 27 maja 1924 r. przez Harolda Osborna.